# Martín Cárcamo
Martín Andrés Cárcamo Papic (Viña del Mar, 21 de abril de 1975) es un presentador de televisión y radio chileno, apodado como Rubio natural y conocido en su país por los programas Pasiones, El último pasajero, Calle 7 y Bienvenidos.

## Primeros años y estudios
Nacido en la comuna chilena de Viña del Mar el 21 de abril de 1975, cursó sus estudios primarios y secundarios en The Mackay School, continuando los superiores en la carrera de ingeniería comercial en la Universidad Viña del Mar. Sin embargo su interés real siempre fue el teatro y la animación por lo que comenzó a dividir su tiempo entre las cámaras y sus estudios.

## Carrera televisiva

### Inicios (1996-2004)
Impulsó su carrera en las pantallas pasando por cuatro casas televisivas, teniendo su debut en televisión en UCV Televisión, la red televisiva local de Valparaíso en 1996, participando como coanimador en el programa Punto de quiebre, para luego integrarse al canal Rock & Pop, donde participó en los programas Media naranja y Noches de verano.
A fines de 1999 fue contratado por Chilevisión como uno de los conductores de Extra jóvenes. Luego vinieron, en el mismo canal, Ya siento que vienen por mí, Amor a ciegas, El último apaga la luz y Panoramix, además de encabezar la sección de entrevistas en profundidad "Desde el espejo" en el programa Primer plano.

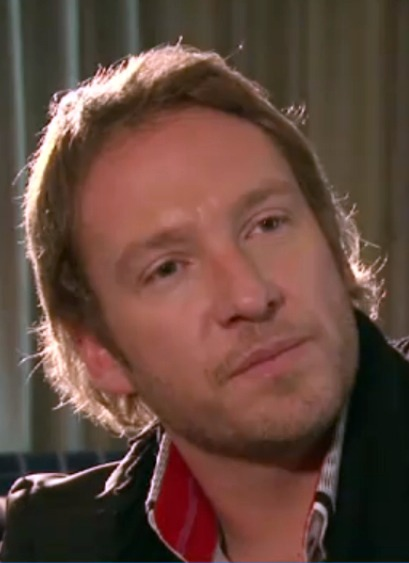
Martín Cárcamo durante una entrevista en 2004.

### Paso por TVN (2004-2010)
En ese tiempo, Televisión Nacional de Chile (TVN) lo contrató como notero para Pasiones, un programa de historias de amor que en ese momento era conducido por Bárbara Rebolledo y Felipe Camiroaga; sin embargo tras la partida de este último en 2004 rápidamente pasó a compartir la conducción del programa. Fue a partir de la referida experiencia, por lo que comienza a encabezar programas diferentes como Corre video y Cada loco con su tema; pero El último pasajero lo consolidó como el nuevo rostro de Televisión Nacional de Chile.
Para 2008, reemplazó definitivamente a Rafael Araneda en la conducción de Rojo fama contrafama, con la nueva y última versión del mismo llamado Rojo, el valor del talento, sin embargo el programa no duró más de nueve meses. Fue así como en 2009 se volvió el animador del programa juvenil del canal, Calle 7, un espacio de concursos, pruebas físicas y mentales, baile y diversión, que lleva a la pantalla entretención para toda la familia; también fue jurado en el Festival de Viña del Mar en el mismo año.
En 2010, también condujo Lo mejor de mi tierra e hizo lo propio con la nueva temporada de El último pasajero.

### Rostro de Canal 13 (2011-presente)

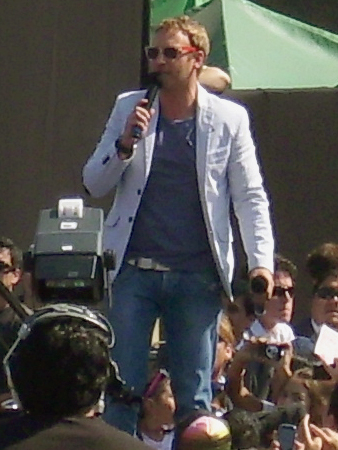
Cárcamo en un evento de Canal 13 en la Plaza de Maipú.

Al año siguiente, el 1 de enero de 2011 se incorporó a Canal 13 para conducir Bienvenidos, el sucesor de Viva la Mañana y con quien firmó contrato por tres años. Ha hecho varias imitaciones de cantantes famosos en su programa Bienvenidos, entre ellos destacan, Yuri, Shakira, y Britney Spears entre otros. Lo que llama la atención es que las imitaciones son mayormente mujeres, es por eso que comúnmente lo llaman "Showoman".
Durante 2012 y 2018 coanimó el programa Vértigo junto con Diana Bolocco y en 2015, también con la hermana de esta última, Cecilia Bolocco.
Desde 2017, además de conducir Bienvenidos y Vértigo, anima ¡Qué dice el público! con el reconocido y legendario presentador Don Francisco, este programa hubo dos temporadas. En 2020, condujo el reality show de baile Bailando por un sueño, versión chilena del reality de baile mexicano del mismo nombre y del controvertido reality de baile argentino Bailando. 
Además, ha animado los festivales de Antofagasta, en 2015; Las Condes, en 2018 y el Festival de Viña del Mar, desde 2019, en este último comparte conducción con la periodista y también presentadora María Luisa Godoy. En abril de 2023, tras tres ediciones, anunció que dejaba la conducción del Festival de Viña.
Desde 2021 hasta hoy, conduce el programa de concursos ¡Qué dice Chile!.

### Radio y cine
Por otro lado, también ha incursionado en el ámbito radiodifusor, pasando por las estaciones Rock & Pop, Hit 40 (ex FM Hit), llegando a ser conductor del matinal Buenos días Chile, buenos días Pudahuel en Radio Pudahuel, su último paso como locutor radial fue en la Radio Top FM cuando el holding Radiodifusión SpA (perteneciente al Grupo Luksic) adquirió las radios Oasis FM y Radio Horizonte, esta última cambiando a TOP.
Asimismo, ha incursionado en la actuación; participó en teatro, actuando en la obra Ellas quieren y él no puede. También apareció realizando un cameo en la primera película del imitador Stefan Kramer, Stefan v/s Kramer y en la película de comedia Héroes, el asilo contra la opresión. 
De la misma manera, ejerció como productor asociado de la película Una mujer fantástica, ganadora de un Premio Óscar a mejor película extranjera en 2018.

## Vida personal
Tiene tres hijos: Alfonsina, Luciano y Mariano. En el ámbito deportivo, es un reconocido hincha del club de fútbol Santiago Wanderers, participando activamente en los aniversarios de la institución.

## Controversias
El 11 de enero de 2013 en el sector de Tobalaba con Bilbao, comuna santiaguina de Providencia, fue detenido por efectivos de Carabineros que realizaban un control rutinario de tránsito cuando se percataron de que hablaba por teléfono celular mientras conducía. Los funcionarios policiales se percataron de que presentaba hálito alcohólico, por lo que fue trasladado al cuartel de la 19.ª Comisaría de esa comuna, siendo sometido a un control de alcotest el cual arrojó 1,67 gramos de alcohol por litro de sangre, que equivale a tres o cuatro vasos de algún destilado. Posterior a aquello, fue formalizado en el 8.º Juzgado de Garantía de Santiago por el delito de conducción de vehículo motorizado en estado de ebriedad, instancia en que el investigador pidió medidas cautelares generales, entre ellas, la retención de la licencia de conducir.
Desde esa situación, el humorista Daniel Alcaíno a través de su personaje Yerko Puchento ha bromeado sobre este incidente. También se han hecho bromas al respecto en el programa ¡Qué dice Chile!.

## Televisión

### Presentador
- 2025: Miss Universo Chile
- 2023: LXII Festival Internacional de la Canción de Viña del Mar
- 2021–presente: ¡Qué dice Chile!
- 2021–2022: De tú a tú
- 2020–2021: Los 5 mandamientos
- 2020: Bailando por un sueño
- 2020: Todos a Viña
- 2020: LXI Festival Internacional de la Canción de Viña del Mar
- 2019: LX Festival Internacional de la Canción de Viña del Mar[22]
- 2018: Festival de Las Condes
- 2014: La movida del mundial
- 2012–2018: Vértigo
- 2011: Quiero mi fiesta
- 2011–2019: Bienvenidos
- 2010: Lo mejor de mi tierra[7]
- 2009: Hombre al agua
- 2009–2010: Calle 7
- 2008: Rojo, el valor del talento[6]
- 2006–2010: El último pasajero
- 2006: Cada loco con su tema
- 2005: Corre video
- 2004–2008: Pasiones
- 2002: El último apaga la luz
- 2002: Panoramix
- 2000–2001: Extra jóvenes
- 1998: Noches de verano[4]
- 1997: Media naranja
- 1996: Punto de quiebre

### Especiales
- 2003–2004: Primer plano (como panelista)
- 2001: Amor a ciegas (como actor)
- 2000: Ya siento que vienen por mí (como actor)

## Filmografía

### Películas
| Año  | Título                              | Rol                 | Director                      |
| ---- | ----------------------------------- | ------------------- | ----------------------------- |
| 2012 | Stefan v/s Kramer                   | Él mismo            | Stefan Kramer                 |
| 2013 | El babysitter                       | cameo               | Sebastián Badilla             |
| 2014 | (09)                                | Productor ejecutivo | Javier Aguirrezabal           |
| 2015 | Héroes, el asilo contra la opresión | Él mismo            | Esteban Vidal                 |
| 2016 | La era de hielo: Choque de mundos   | Teddy (voz)         | Mike Thurmeier / Galen T. Chu |
| 2017 | Una mujer fantástica                | Productor           | Sebastián Lelio               |

### Series
| Año  | Título                 | Rol                             | Canal    | Notas                         |
| ---- | ---------------------- | ------------------------------- | -------- | ----------------------------- |
| 2004 | La vida es una lotería | Martín                          | TVN      | Cap. Sangre, sudor y millones |
| 2011 | Asesora sin hogar      | Bruno von Peter/Casto von Peter | Canal 13 |                               |

### Telenovelas
| Año  | Título     | Rol              | Canal    |
| ---- | ---------- | ---------------- | -------- |
| 2013 | Las Vega's | Él mismo (Cameo) | Canal 13 |

## Premios y nominaciones
| Año  | Premio           | Categoría                               | Resultado |
| ---- | ---------------- | --------------------------------------- | --------- |
| 2013 | Premios TV Grama | Mejor Animador en Bienvenidos y Vértigo | Ganador   |